# モハンマド・ムーサビ
セイエドモハンマド・ムーサヴィー＝エラーギー（ペルシア語: سید محمد موسوی عراقی英語: Seyed Mohammed Mousavi Eraghi、1987年8月22日 - ）は、イランの男子バレーボール選手。デズフール出身。ポジションはミドルブロッカー。イラン代表。

## 来歴
ユース代表として出場した2005年U-19世界選手権でベストスパイカー賞を獲得。2006年、イラン・スーパーリーグの強豪ペイカン・テヘランへ入団し、リーグ優勝を経て出場した2007年アジアクラブ選手権でベストブロッカー賞を獲得した。同年イラン代表のミドルブロッカーに選出され、2007年アジア選手権、2008年北京オリンピック世界最終予選に出場した。
2009年、ペイカンのリーグ4連覇、アジアクラブ選手権4連覇を経験し、世界クラブ選手権に出場。準優勝した2009年アジア選手権でベストブロッカー賞を獲得し、2009年ワールドグランドチャンピオンズカップに出場した。

## 球歴
- ワールドグランドチャンピオンズカップ - 2009年（5位）
- アジア大会 - 2010年（準優勝）、2014年（優勝）
- アジア選手権 - 2009年（準優勝）、2007年（5位）

## 所属クラブ
- ペイカン・テヘラン（2006-2011年）
- Giti Pasand Isfahan（2011-2012年）
- Kalleh Mazandaran（2012-2013年）
- Shahrdari Varamin（2013-2014年）
- ペイカン・テヘラン（2014-2015年）
- Sarmayeh Bank（2016-2018年）
- Urmia Municipality VC（2018-2019年）
- Indykpol AZS Olsztyn（2019-2020年）
- Gas Sales Bluenergy Piacenza（2020-2021年）
- フェネルバフチェSK（2021年）
- ペイカン・テヘラン（2021-2022年）
- nian electronic（2022-2023年）
- Foolad Sirjan Iranian（2023-2024年）